# لوتول سوخه
لوتول سوخه (به لاتین: Lutol Suchy) یک روستا در لهستان است که در گمینا تژچیل واقع شده‌است. لوتول سوخه ۵۱۰ نفر جمعیت دارد.